# آلمدین زیلیکیچ
آلمدین زیلیکیچ(انگلیسی: Almedin Ziljkić؛ زادهٔ ۲۵ فوریهٔ ۱۹۹۶) بازیکن فوتبال اهل بوسنی و هرزگوین است که در پست وینگر برای باشگاه فوتبال نووی پازار در سوپر لیگ فوتبال صربستان بازی می‌کند.